# Pompilio Berlingieri
Pompilio Berlingieri (Crotone, 20 maggio 1662 – Napoli, tra il 2 e il 31 marzo 1721) è stato un nobile e vescovo cattolico italiano.

## Biografia
Pompilio Berlingieri nacque a Crotone il 20 maggio 1662, ricevendo il battesimo nello stesso giorno. Fratello di Carlo, anche lui futuro prelato, e rampollo dei Berlingieri, nobile famiglia crotonese, decise di seguire la sua vocazione al sacerdozio.
Ordinato diacono il 21 gennaio 1703, ricevette l'ordinazione sacerdotale il successivo 4 febbraio. Nella sua breve esperienza da presbitero fu canonico della cattedrale di Crotone.
Il 17 maggio 1706 venne nominato vescovo di Bisignano da papa Clemente XI, ricevendo l'ordinazione episcopale il successivo 25 maggio.
Nel corso del suo episcopato fece restaurare la cattedrale di Bisignano dotandola di un altare maggiore, oltre a far costruire un palazzo in cui ospitare i membri della sua famiglia. Tenne anche un sinodo diocesano nel 1710.
Governò la diocesi per circa 15 anni; in seguito si ritirò a Napoli, dove morì nel marzo 1721.